# Døvhed
Døvhed er manglende evne til at høre (latin: surditas). En døv person er enten født døv eller er blevet det tidligt i barndommen. Døve mangler enten hørelsen helt eller har en så begrænset hørerest, at den ikke kan bruges til at opfatte talesprog. Tegnsprog er derfor døves naturlige kommunikationsform.
Til gruppen af døve hører også døvblevne og svært hørehæmmede, som vælger at have deres sproglige, sociale og kulturelle tilhørsforhold i døveverdenen.
Døve er ikke stumme – deres taleorganer fejler ikke noget. Betegnelsen døvstum er derfor misvisende. Når mange døve imidlertid kun i begrænset omfang bruger deres talesprog, er det, fordi de ikke kan kontrollere deres egen tale eller høre, om noget lyder uklart eller forkert.

## Antal og årsager
Antallet af døve i Danmark anslås til at være ca. 4.000.
Døvhed kan opstå på grund af:
- Arvelige faktorer.
- Skader opstået i fostertilstanden eller i forbindelse med fødslen.
- Sygdomme – for eksempel røde hunde eller meningitis.
- Ukendte faktorer.

## Begrænsninger
En væsentlig begrænsning for døve er, at de ikke kan kommunikere uhindret med andre mennesker, som kan høre. Kun få hørende taler et nogenlunde godt tegnsprog, og kun forholdsvis få døve kan mundaflæse og selv tale tilstrækkeligt godt til, at begge parter i samtalen – både den døve og den hørende – opnår fuld forståelse. Døve har dermed ikke altid mulighed for at få eller give den rette information på rette tid og sted. Risikoen for misforståelser fra såvel den døve som den hørende samtalepartners side er stor.
Det er ikke muligt for døve at tilegne sig information, der formidles via lyd. Døve har således intet udbytte af radioudsendelser og kun begrænset udbytte af tv-udsendelser, som ikke er tekstet. Mange døve kan ikke bruge en almindelig telefon. Til langdistancesamtaler benytter døve f.eks. skrivetelefoner og – mere nyligt – videotelefoner. De kan ikke høre, når telefonen kimer, der ringes på døren eller når en baby græder. De kan ikke høre beskeder, som gives via højttaleranlæg på bus- og togstationer, i venteværelser og andre steder. Disse former for information skal formidles på anden vis fx ved hjælp af tekniske hjælpemidler, hvis døve skal kunne bruge dem.

## Døves kommunikation
Døves kommunikation – både med andre døve og med hørende – er visuel. Kendskab til døves forskellige kommunikationsformer er derfor vigtigt, når den størst mulige forståelse skal sikres.
Tegnsprog er døves naturlige kommunikationsform sammen med andre døve eller hørende, der kan tegnsprog. Mange hørende, der ikke er så gode til tegnsprog, bruger – i kommunikationen med døve – en eller anden form for tegnstøttet kommunikation, hvor talesproget bliver støttet med tegn og elementer hentet fra tegnsprog.
Døve benytter sig – udover tegnsprog – også af mundaflæsning, håndalfabet, mundhånd-system (MHS). Døve og hørende uden kendskab til tegnsprog kan kommunikere sammen på skrift eller via en tegnsprogstolk.

## Døvekultur
Tegnsprog og døvhed kan også opfattes som positivt medlemskab af døvesamfundet, i stedet for blot som fravær af hørelse. Tegnsproget er stærkt kulturbærende og døve udgør dermed en minoritet på linje med andre minoriteter, der adskiller sig fra majoriteten ved deres etnicitet, seksualitet eller køn . Dette syn på døve og døvhed har været med til at ændre indstilling til og i videste forstand behandlingen af døve, men hvorvidt det er sket i tilstrækkeligt omfang er til stadighed til debat. Det er også et åbent spørgsmål om døve i dag har de samme minoritetsrettigheder som andre kulturelle minoriteter.

## Eksterne Links
- Wikimedia Commons har flere filer relateret til Døvhed
- Center for Døve Arkiveret 28. oktober 2020 hos  Wayback Machine
- Videnscenter for døvblevne, døve og hørehæmmede Arkiveret 24. marts 2005 hos  Wayback Machine
- Center for Høretab Arkiveret 27. oktober 2020 hos  Wayback Machine
- Danske Døves Landsforbund Arkiveret 11. oktober 2007 hos  Wayback Machine